# 크니 어린이동물원
크니 어린이 동물원(Knies Kinderzoo)는 스위스 라퍼스빌 지자체에 위치한 어린이를 대상으로 하는 동물원이다.

## 위치
어린이를 대상으로 하는 동물원은 취리히 호수 상류에 있는 라퍼스빌역으로 접근가능하며, 제담 근처 오버제슈트라세에 있다. 겨울 시즌이 끝나면 어린이동물원은 일요일과 공휴일을 포함하여, 3월 첫 번째 토요일부터 10월 31일까지 매일 오전 9시부터 오후 6시까지 문을 연다.

## 역사와 시설

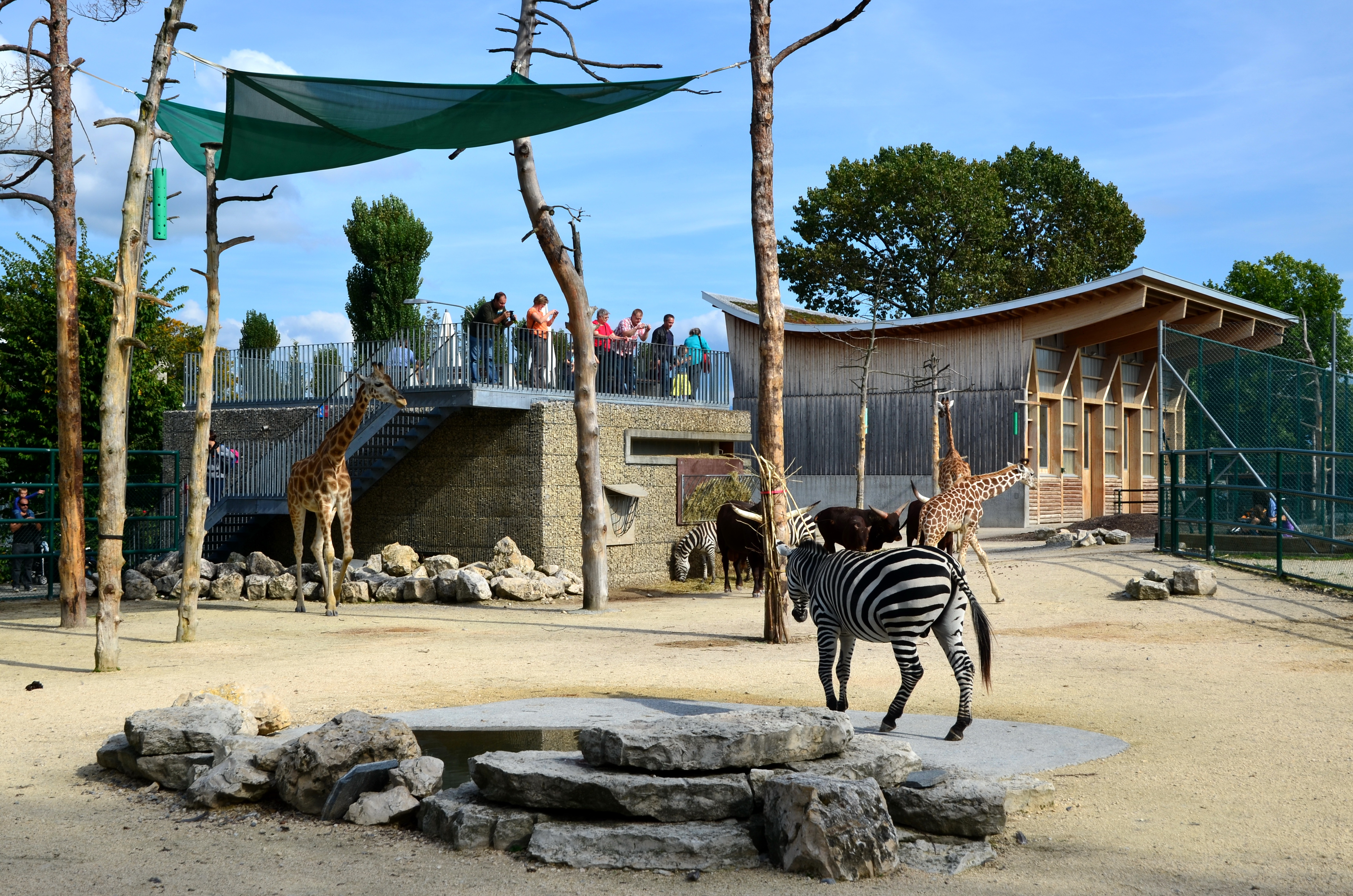
산얼룩말과 북부기린

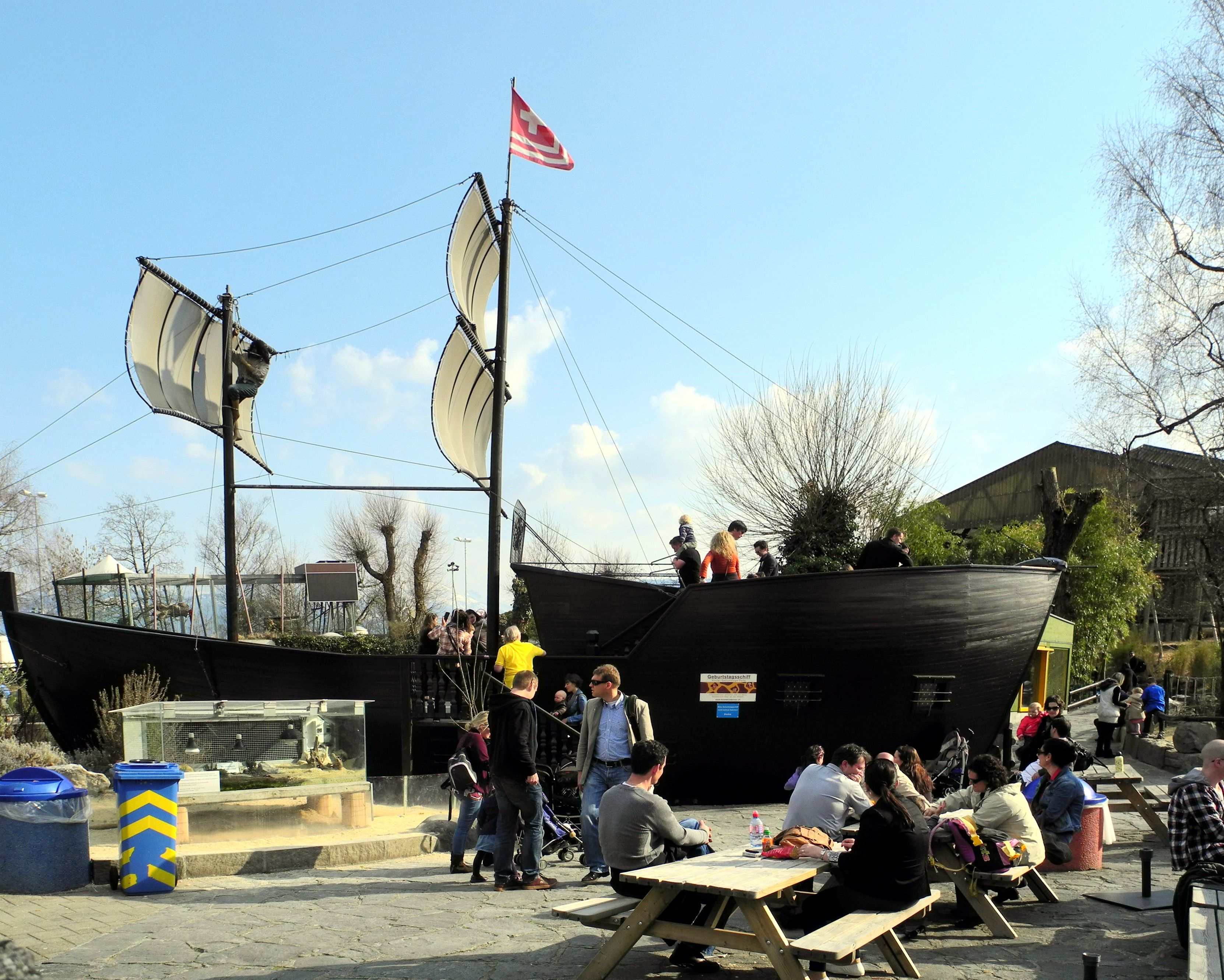
어린이 해적선

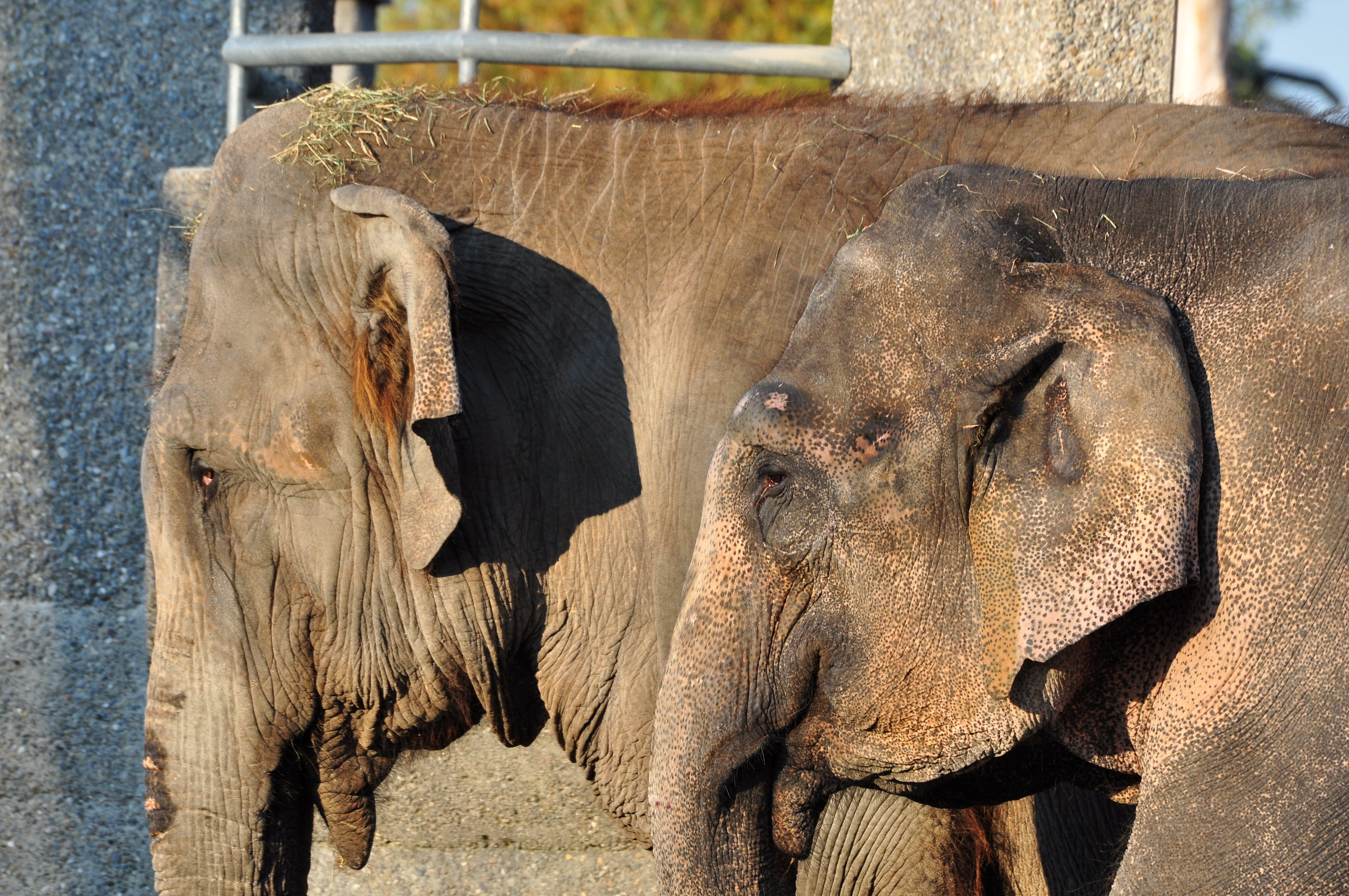
아시아코끼리 한쌍

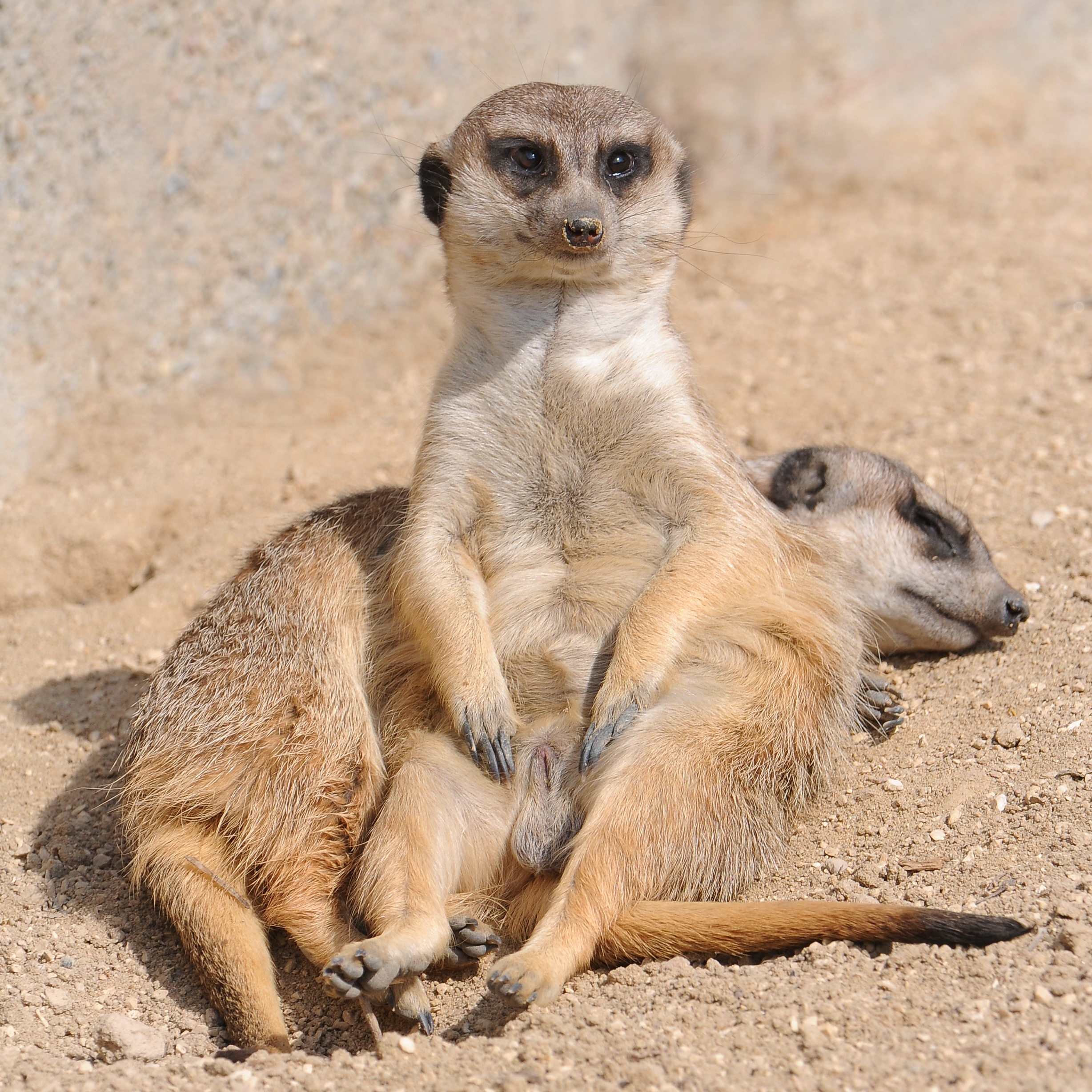
미어캣 한쌍

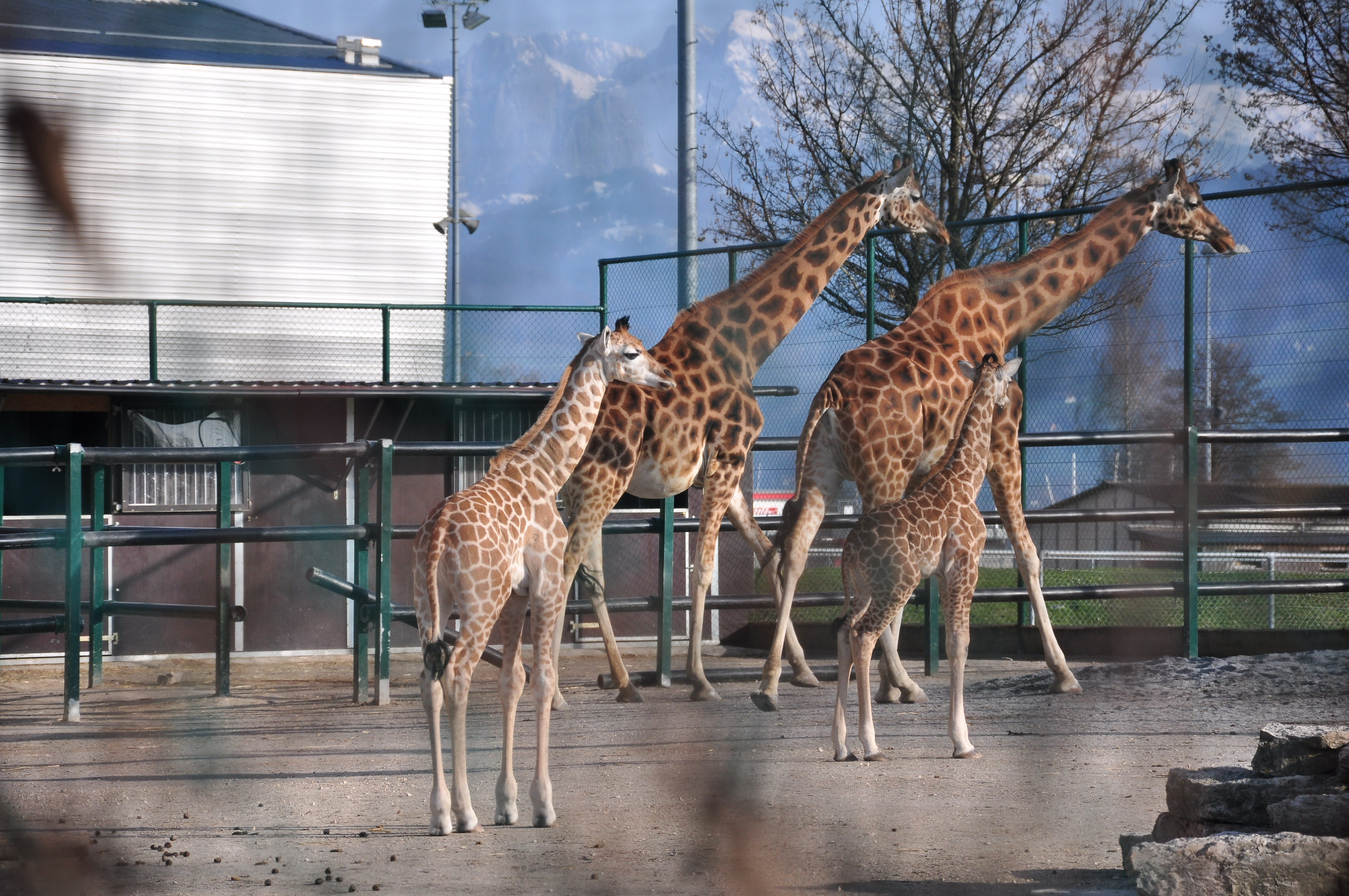
기린: 루아나 와 말라, 그리고 새끼 (2011년 3월 태어남)

크니의 어린이 동물원은 건축가 볼프강 벨스(Wolfgang Behles)에 의해 지어졌으며 크니의 서커스 가문의 5세대를 대표하는 프레디(Fredy)와 루돌프 크니(Rolf Knie) 형제가 1962년 6월 10일에 개장했다. 1963년 2월 15일 스위스에서 아시아 코끼리의 첫 번째 탄생이 발표되었다. 자히브-프리돌린(Sahib-Fridolin)은 코끼리 실론(Ceylon)과 시암(Siam)의 새끼였다. 아기코끼리는 코끼리 전문가이자, 동물 조련사인 요제프 하크(Josef Hack)가 젖병을 물려 키운다. 실론이 젖이 나오지 않아서, 출산 3개월 만에 사망했기 때문이다. 돌고래 신드바드와 스키퍼는 1965년 6월 19일에 또 다른 명소가 되었다. 이 고래들은 유럽 내륙 국가에서 처음으로 도입된 플로리다에서 훈련된 돌고래였다. 8월 4일에는 암컷인 두 번째 아시아 코끼리 마두라(Madura)의 탄생을 축하했다. 마두라의 어미는 자바였다. 마두라의 아버지 시암은 포획 상태에서 가장 성공적으로 적응한 번식용 수컷으로 간주된다. 라퍼스빌에서 두 마리의 아시아 코끼리와 2000년에 자연사 박물관에서 감탄한 파리의 12마리 코끼리의 아버지이다. 1970년 7월 25일 최초의 영구 돌고래 수족관 크니의 어린이동물원에 개장한 80만 리터 수영장을 특징으로 하는 이 수영장은 199x년에 동물 보호를 이유로 폐쇄되었다. 1976년은 동물원 역사상 기록적인 해로 기록되어 1987년까지 총 399,331명의 방문객이 7,800만 명을 방문했다. 1991년에는 수중 관찰창이 있는 물개 수영장과 놀이터 해적선이 개장되었다. 1993년 3월 24일에 기린 기린좌 로스차일(Giraffa camelopardalis rothschildi)인 디바(Diva)는 동물원에서 태어난 첫 기린이 된 새끼 발루쿠(Baluku)를 낳았다.
2000년에는 목욕, 폭포, 진흙벽, 스크래칭 기둥, 방문객을 위한 승마 센터가 있는 새로운 코끼리 시설이 문을 열었다. 같은 해 동물원은 웹사이트를 개설했다. 게다가 새로운 어린이용 배도 개항했다. 2001년에는 말 그대로 “동물을 가까이에서 볼 수 있는 동물원”이라는 슬로건이 출시되었다. 2002년 희년에 앵무새 비행 시연은 오타리움의 추가 명소가 되었으며, 낙타 타기와 코끼리와 조랑말 타기, 부지 새로 조성된 부지 카타섬과 히아신스 마카오가 오픈했다. 4월 9일, 어미 루아나와 아버지 키말리로부터 갓 태어난 기린 수컷은 코미디언 듀오 우르수스와 나데쉬킨에 의해 리발도(Rivaldo)라는 이름을 받았다. 2003년에는 오리와 닭을 위한 부화장(1,000㎡)과 기니피그와 토끼를 위한 공장이 있는 모험 놀이터가 개장했다. 동물원의 로스차일드 기린 품종의 조상인 디바(Diva)와 포획된 가장 오래된 코끼리 중 하나인 미니악(Miniak)은 각각 22세 52세의 나이로 사망했다. 동물원의 랜드마크인 슈타인발(Steinwal)이라는 이름의 영화관이 문을 열었다.
2006년 7월 1일 동물원에서 두 번째로 큰 프로젝트: 로스차일드의 기린(Giraffa camelopardalis rothschildi) 최신 연구 결과에 따라 2,500㎡ 이상의 면적에, 넓은 야외 시설을 포함하여 현재의 폐쇄공간에 인접하여 건설되었다. 지중해 몽크 물범을 보호하기 위한 오션케어와의 협력도 갱신됐다. 2008년 3월 6일에 유럽에서 가장 큰 몽고 스타일의 야생쌍봉낙타 구역 중 하나가 3,500㎡에 문을 열었다. 2개의 코끼리 집이 새로 지어졌으며, 800㎡가 넘고 34㎡가 넘는 개별 상자 10개, 긁힘 벽/기둥, 일광욕실 및 피트가 부드러운 특수 바닥재를 제공한다. 2009년과 2010년에 케이터링 시설은 새로운 기반 시설과 플라밍고 연못의 테라스로 업그레이드되었다. 2009년 현재 동물원에는 51종 303개의 표본이 있다.
2010년까지 2단계로 16개 임계점에서 구현된 녹화 개념으로 동물원은 훨씬 더 푸르고 다채로워지고 입구 영역이 리뉴얼되었다. 식사 시설이 더욱 확장되었으며, 오타리움에는 휠체어 공간이 있다. 2012년은 50주년이라는 모토 아래 프로그램에 앵무새 에어쇼가 추가되었고, 포유류이자 세계에서 가장 큰 살아있는 설치류인 카피바라가 또 하나의 볼거리가 되었다. 2013년 9월 자선 걷기대회에 새로운 코끼리 공원 힘마판을 위한 기금 모금을 벌였다. 동물원은 동물과의 긴밀한 접촉을 촉진하기 위해 사육사 지상 반주를 도입했다. 아프리카 난쟁이 염소, 베트남 배불뚝이 돼지, 닭, 양과 함께 인기있는 쓰다듬기 시설을 두 배로 늘렸다. 마라스(Maras), 엔가딘(Engadine) 양, 라카(Racka) 양, 스메(Smew), 골든아이(Goldeneye), 티롤리안(Tyrolean) 닭이 동물원의 추가 거주자가 되었다. 총 44종에 약 400마리가 있다. 2014년 6월 21일 세계 기린의 날에 마삼바(Massamba)와 마크베투(Makwetu)가 태어났다.
2015년 3월 7일 코끼리 공원 힘마판(Himmapan)과 태국요리점 힘마판 롯지(Himmapan Lodge) 공개되었고, 치타와 펭귄관이 대중에게 공개되었다. 2016년 동물원은 코끼리, 치타, 펭귄에 대한 흥미로운 사실을 재미있는 방식으로 학습함으로써 새로운 교육 개념을 제시했다. 2016년 여우원숭이의 새 보금자리가 문을 열었고 힘마판은 2016년 서커스 크니의 모든 코끼리의 새 보금자리가 되었다.

## 동물
크니의 어린이동물원은 특히 어린이(독일어로 Kinder)를 대상으로 하며, 스위스 국립 서커스 크니의 전통에 속한다. 방문객과 동물 간의 상호 작용은 이 동물원의 명물이다. 예를 들어 다양한 애완동물을 만져보고, 먹이를 줄 수 있다. 방문객들은 지정된 그릇에 동물을 위해 특별히 선택된 음식(대부분 팝콘!)을 얻을 수 있다. 동물원에는 포식자가 없지만, 코끼리, 유제류, 낙타, 여러 종의 원숭이, 설치류, 캥거루, 기린s과 다양한 종류의 새를 포함한 모두 51종 303마리의 동물이 있다. 동물원은 또한 바다사자쇼, 2개의 레스토랑, 다과, 말이 끄는 트램과 게임을 제공한다. 포획된 돌고래 접근 방식이 평판이 좋지 않았다는 소식이 알려진 이후로 잘 알려진 동물원의 돌고래쇼는 몇 년 전에 폐쇄되었다. 동물원은 서커스 크니의 겨울 분기의 일부이며, 투어에 참여하지 않는 서커스 동물도 있다.

## 신규 시설
2014년부터 2016년에 동물원은 시설을 리뉴얼과 확장했다. 힘마판 코끼리 공원은 동물원 역사상 가장 큰 프로젝트로 6,500㎡로 구성되어 있다. 여기에는 연중 운영되는 300명의 관광객을 위한 식당 시설이 있다. 2103 시즌에 시작되어 2015년 3월에 완료되었다. 오래된 코끼리 시설은 동물원의 치타와 펭귄 종의 특별한 요구를 위해 특별히 설계된 서식지로 재건되었다. 이 동물원은 코끼리관을 이용하여 유럽 멸종위기종 프로그램(EEP)에도 참여하고 있다. 크니 가문은 2015년 여름 서커스 프로그램에서 코끼리 연기를 유연화하기로 발표했다. 이제부터 코끼리 암컷은 번식 능력과 기능을 하는 모계 집단을 형성하기 위해 일년내내 사육되어야 한다.
오래된 시설은 1999년부터 코끼리의 집이었다. 크니의 어린이동물원은 아프리카 초원 환경을 모방하기 위해 건조한 사바나의 생태계를 불러일으키는 식생이 있는 중앙에 식물 지역을 건설할 계획이다. 바로 옆에는 칠레의 태평양 연안을 닮은 풍경이 펼쳐진다. 서식지 환경은 동남 아프리카 치타와 훔볼트펭귄 군체의 특정 요구 사항을 충족해야 한다.